# NGC 499
NGC 499 = IC 1686 ist eine elliptische Galaxie vom Hubble-Typ E/S0 im Sternbild Fische auf der Ekliptik. Sie ist schätzungsweise 203 Millionen Lichtjahre von der Milchstraße entfernt und hat einen Durchmesser von etwa 100.000 Lichtjahren. Gemeinsam mit fünf weiteren Galaxien bildet sie die NGC 499-Gruppe (LGG 24). 

Im selben Himmelsareal befinden sich u. a. die Galaxien NGC 495, NGC 496, NGC 498, NGC 501.
Das Objekt wurde am 12. September 1784 von dem deutsch-britischen Astronomen William Herschel entdeckt.

## NGC 499-Gruppe (LGG 24)
| Galaxie  | Alternativname | Entfernung / Mio. Lj |
| -------- | -------------- | -------------------- |
| NGC 495  | PGC 5037       | 190                  |
| NGC 499  | PGC 5060       | 203                  |
| NGC 504  | PGC 5084       | 195                  |
| NGC 517  | PGC 5214       | 194                  |
| NGC 582  | PGC 5702       | 201                  |
| PGC 5026 |                | 198                  |